# دسپرادو (فیلم)
دسپرادو (به انگلیسی: Desperado) فیلمی در ژانر وسترن به نویسندگی، تهیه‌کنندگی و کارگردانی رابرت رودریگز محصول ۱۹۹۵ است. این فیلم پس از اکران و به سرعت علاقه‌مندان زیادی را مجذوب خود کرد. بازیگر نقش اول فیلم بازیگر اسپانیایی هالیوود بنام آنتونیو باندراس است.
این فیلم دومین قسمت از سه‌گانه مکزیک به‌شمار می‌رود (این سه‌گانه با نام‌های سه‌گانه ماریاچی و دسپرادو نیز شناخته می‌شود). در قسمت اول این سه‌گانه کارلوس گالاردو نقش ال ماریاچی را بازی می‌کرد اما در فیلم دسپرادو این نقش به آنتونیو باندراس داده شد. به کارلوس گالاردو نیز در این فیلم نقش کوتاه کامپا داده شد.
از دیگر بازیگران آن می‌توان به ژواکیم دی آلمیدا، استیو بوشمی، سلما هایک، کارلوس گومز و کوئنتین تارانتینو اشاره کرد.

## داستان
یک مرد آمریکایی (استیو بوشمی) که نامش در طول فیلم گفته نمی‌شود وارد میخانه‌ای در مکزیک می‌شود. او داستانی از یک مرد قد بلند مکزیکی به نام ال ماریاچی (آنتونیو باندراس) که در جعبه گیتارش اسلحه پنهان کرده بود و میخانه‌ای که در آن بوده تعریف می‌کند. در داستان او همه افراد در میخانه به جز خود او توسط آن مرد مکزیکی کشته می‌شوند. در ادامه فیلم قسمتی از فیلم ال ماریاچی نمایش داده می‌شود. در آن سکانس همسر ال ماریاچی توسط یک خلافکار به قتل می‌رسد.
در طول داستان فیلم ال ماریاچی به دنبال بوچو (ژواکیم دی آلمیدا) سردسته خلافکاران می‌گردد تا از او انتقام بگیرد. ال ماریاچی وارد شهری می‌شود و به همان میخانه‌ای می‌رود که در ابتدای فیلم فردی در آن داستانی تعریف می‌کرد. این میخانه یکی از دفاتر استخدام بوچو بود. ال ماریاچی همه افراد داخل میخانه را می‌کشد. هنگام ترک آن جا یکی از افراد بوچو او را برای کشتن تعقیب می‌کند ولی ال ماریاچی توسط کتابفروش زیبایی به نام کارولینا (سلما هایک) نجات داده می‌شود. ال ماریاچی مرد تعقیب‌کننده را می‌کشد ولی خود تیر می‌خورد و زخمی می‌شود. کارولینا او را به کتاب فروشی می‌برد. بعد از درمان ال ماریاچی توسط کارولینا٫او برای اعتراف به کلیسا می‌رود اما آن جا دوست خود (همان مرد آمریکایی بی‌نام) را می‌بیند. هنگامی که ال ماریاچی مشغول حرف زدن با اوست٫قاتلی حرفه‌ای به نام ناواجاس (دنی ترخو) که استخدام شده بود ال ماریاچی را بکشد٫آن فرد آمریکایی را با چاقو به قتل می‌رساند و ال ماریاچی را زخمی می‌کند. همان هنگام افراد بوچو می‌رسند و ناواجاس را اشتباهی می‌کشند. ال ماریاچی از طریق پسر بچه ای می‌فهمد که کارولینا هم برای بوچو کار می‌کند. او بسیار عصبانی می‌شود و به کتابفروشی برمیگردد. همان موقع بوچو نیز به کتاب فروشی می‌رود تا مقداری از حقوق کارولینا را به او پرداخت کند. ال ماریاچی پشت میز پنهان می‌شود ولی بوچو متوجه حضور او می‌شود اما به روی خود نمی‌آورد.
فردای آن روز بوچو دستور قتل ال ماریاچی و کارولینا را می‌دهد. افراد بوچو به کتابفروشی حمله می‌کنند و آن جا را به آتش می‌کشند. ال ماریاچی و کارولینا با آنان درگیر می‌شوند و از پشت بام فرار می‌کنند. در بالای پشت بام ال ماریاچی بوچو را می‌بیند که از ماشین خود پیاده شده و با افراد خود صحبت می‌کند. ال ماریاچی از جعبه گیتار خود یک اسلحه کمری قدرتمند دوربین‌دار درمی‌آورد که روی سر بوچو نشانه می‌گیرد؛ ولی ناگهان می‌شود بوچو برادر بزرگتر خودش است و از تیراندازی خودداری می‌کند. ال ماریاچی و کارولینا به خانه‌ای می‌روند. در آنجا ال ماریاچی با تلفن از دوستان قدیمی خود کامپا (کارلوس گالاردو) و کوینو (آلبرت میشاییل) درخواست می‌کند که به کمک او بیایند. کامپا و کوینو از راه می‌رسند و جنگ سختی بین آنان و افراد بوچو درمی‌گیرد. سلاح کامپا دو جعبه گیتار است که مثل مسلسل از آن‌ها تیر پرتاب می‌شود و سلاح کوینو یک جعبه گیتار است که از آن موشک پرتاب می‌شود.
کامپا و کوینو در جنگ کشته می‌شوند و ال ماریاچی و کارولینا به سمت مقر بوچو حرکت می‌کنند. در آن جا ال ماریاچی و بوچو با یکدیگر صحبت می‌کنند و ال ماریاچی به بوچو و افرادش حمله می‌کند و همه آن‌ها را می‌کشد. در آخر ال ماریاچی کارولینا را می‌بوسد و با ماشین به سمت شهری دیگر حرکت می‌کنند.

## پخش در ایران
در ایران موسسه تصویر دنیای هنر این فیلم را دوبله و بر روی ویدئو سی‌دی (VCD) و کاست ویدئو (VHS) توزیع کرد. از دهه ۱۳۹۰ که تولید ویدئو سی‌دی متوقف شد، این شرکت این فیلم را بر روی دی‌وی‌دی به بازار بازپخش یا عرضه کرد.
این فیلم دومین قسمت از سری فیلم سه‌گانه مکزیک است. دو قسمت دیگر این سری فیلم هم توسط همین موسسه در ایران دوبله و پخش شده‌اند.

## عوامل دوبله فارسی
دوبله این فیلم توسط موسسه تصویر دنیای هنر انجام شده است.
| بازیگر             | شخصیت                | صداپیشه         |
| ------------------ | -------------------- | --------------- |
| آنتونیو باندراس    | ال ماریاچی           | سعید مظفری      |
| استیو بوشمی        | بوشمی (دوست ماریاچی) | شروین قطعه‌ای    |
| ژواکیم دی آلمیدا   | بوچو (برادر ماریاچی) | تورج مهرزادیان  |
| سلما هایک          | کارولینا             | افسانه پوستی    |
| آبراهام جِی وردوزکو | نینو                 | شوکت حجت        |
| تیتو لاریوا        | تاوو                 | میرطاهر مظلومی  |
| چیچ مارین          | صاحب بار تاراسکو     | مازیار بازیاران |
| کوئنتین تارانتینو  | مرد پرحرف            | عباس نباتی      |